# Leonidas Pyrgos

Leonidas Pyrgos

Leonidas „Leon“ Pyrgos (griechisch Λεωνίδας "Λέων" Πύργος, * 1874 in Mandinia, Griechenland; † nach 1896) war ein griechischer Fechter. Er war der erste griechische Olympiasieger der Moderne.
Pyrgos gewann bei den I. Olympischen Spielen in Athen die Silbermedaille (damals 1. Platz) im Florett-Wettbewerb der Fechtmeister, in dem nur zwei Athleten angetreten waren. Sein Herausforderer, der Franzose Joanni Perronet galt als einer der besten Fechter der Welt. Nach einem spannenden Kampf gewann Pyrgos mit 3:1.
Es wird berichtet, dass die Zuschauer Pyrgos frenetisch feierten und ihn auf den Schultern durch die Straßen von Athen trugen.